# Cucina ciociara
La cucina tradizionale ciociara è espressione della cultura contadina locale. È fortemente basata sulle risorse agricole del territorio, adatto a coltivazioni di cereali, ortaggi, vigne e soprattutto ulivi. Sebbene sia ricca di preparazioni tipiche, le ricette spesso cambiano da zona in zona. Simile per alcuni aspetti alla "cucina povera" romana, da cui prende l'uso del "quinto quarto", la cucina tradizionale ciociara si è arricchita di preparazioni introdotte dalle varie dominazioni pontificia, francese, spagnola e dalle regioni con cui confina (Abruzzo, Campania e Molise).

## Piatti

### Primi
I primi piatti di preparazione tipica, molto diffuse sono zuppe, brodi e minestre; la più famosa è la "minestra revotata" o "minestra a pane sotto". Tradizionale delle feste è la stracciatella, ovvero uovo sbattuto con formaggio grattugiato, sale, succo di limone e noce moscata in brodo di gallina. Le paste, fresche, acqua e farina o con uovo, vanno ad arricchire le minestre, come i "maltagliati" con i fagioli, ma anche ottimi sughi di carni miste o di funghi porcini, come con i "fini-fini" o i "cecapreti". A base di fini fini poi, è rinomato il timballo alla Bonifacio VIII, con tale formato di pasta, prosciutto e ragù di carne e pomodoro (sebbene quest'ultimo ingrediente venga scoperto in epoca più recente).

### Secondi
I secondi variano dal bollito, alla carne al forno o alla brace, con prevalenza maiale, ma anche pollo, agnello e cacciagione da piuma. In alcune zone della ciociaria è tradizionale la pecora al sugo, la coratella con cipolla, abbacchio scottadito e arrosticini di pecora. Poco in uso il pesce, per lo più fritto o in umido.

### Dolci
Per quanto riguarda i dolci tradizionali ve ne sono di diverse tipologie. Secchi, come gli Amaretti di Guarcino, le ciambelle al vino, i tozzetti, i susamielli e, in generale, dolci a base di pasta frolla a cui viene tradizionalmente sostituito il burro con lo strutto, come le crostate (particolare è quella con marmellata di visciole), le pastiere e i pasticcetti. Tipici dolci delle festività natalizie sono il pampepato, il serpentone e la nociata, mentre per le festività carnevalesche sono diffusi i tartalicchi, le frappe e le castagnole. Morbidi panettoni come le pigne e le torte farcite. Da segnalare la "casata" pontecorvese, molto ricco di uova (anche una quarantina per dolce), cioccolato e ricotta.

### Rustici
In alternativa ai dolci ci sono i rustici, le torte salate, a forma di ciambellone, con uova sode, formaggio ed affettati, o sformati come i "calascioni" (una specie di raviolo con pasta sfoglia e ripieno di affettati, uova e formaggi cotto al forno), oppure la ciambella Verolana Ciambella sorana che, accompagnata con formaggi o affettati, costituisce un ottimo snack.

## Formaggi
Nel campo dei formaggi la Ciociaria offre tanta qualità dalla tradizione pastorizia, nelle varietà di gusto e caratteristiche legate alle diverse zone di allevamento: da quello dei bovini per la produzione di latte vaccino, soprattutto di bufala, per la preparazione delle mozzarella e della ricotta di bufala DOP ad Amaseno. Dalla produzione di latte vaccino deriva il fior di latte Appennino Meridionale DOP, patrimonio lattiero caseario di tutto il Mezzogiorno d’Italia. In tutta la Valle di Comino si produce il pecorino di Picinisco DOP. Non va dimenticata anche la produzione della "marzolina", formaggio storico di questa terra, la quale viene prodotta sia con il latte di capra grigia ciociara che di quella bianca dei monti Ausoni e Aurunci, la produzione del "grancacio" e della "ciambella di Morolo", del "conciato di San Vittore del Lazio", prodotto sin dai tempi dei Sanniti, del caciocavallo e della "scamorza appassita" di Supino.

## Ortaggi
Gli ortaggi sono coltivati da piccoli produttori locali. Da menzionare il peperone a cornetto DOP di Pontecorvo, il fagiolo cannellino DOP di Atina, i peperoni sotto vinaccia, i broccoletti e le zucchine. Molto diffuso è l'utilizzo di erbe selvatiche (cicoria, cassella, ecc.). Tipico ma ormai in disuso l'utilizzo dei "tanni" (seconda fioritura della rapa).

## Vino
Il vino è immancabile nella cucina tradizionale. Sebbene in ciociaria siano presenti DOC (Cesanese del Piglio DOCG e Passerina del Frusinate), il vino tradizionale è plurivitigno, da citare in questo caso sono i vini Anagni IGP e Atina DOP. Bianco, predominante con malvasia, quindi secco, aromatico e carico di colore, o rosso, varie uve, secco e fortemente ricco di tannini.